# دولنا ریبنیتسا
دولنا ریبنیتسا (به بلغاری: Dolna Ribnitsa) یک منطقهٔ مسکونی در بلغارستان است که در شهرستان پتریچ واقع شده‌است.